# Ozero Ljubitovo
Ozero Ljubitovo (ryska: Озеро Любитово) är en sjö i Belarus.   Den ligger i voblasten Homels voblast, i den sydöstra delen av landet, 400 km sydost om huvudstaden Minsk. Ozero Ljubitovo ligger 101 meter över havet.
Omgivningarna runt Ozero Ljubitovo är en mosaik av jordbruksmark och naturlig växtlighet. Runt Ozero Ljubitovo är det ganska glesbefolkat, med 22 invånare per kvadratkilometer.